# Centro de Deportes de Deslizamiento Sanki

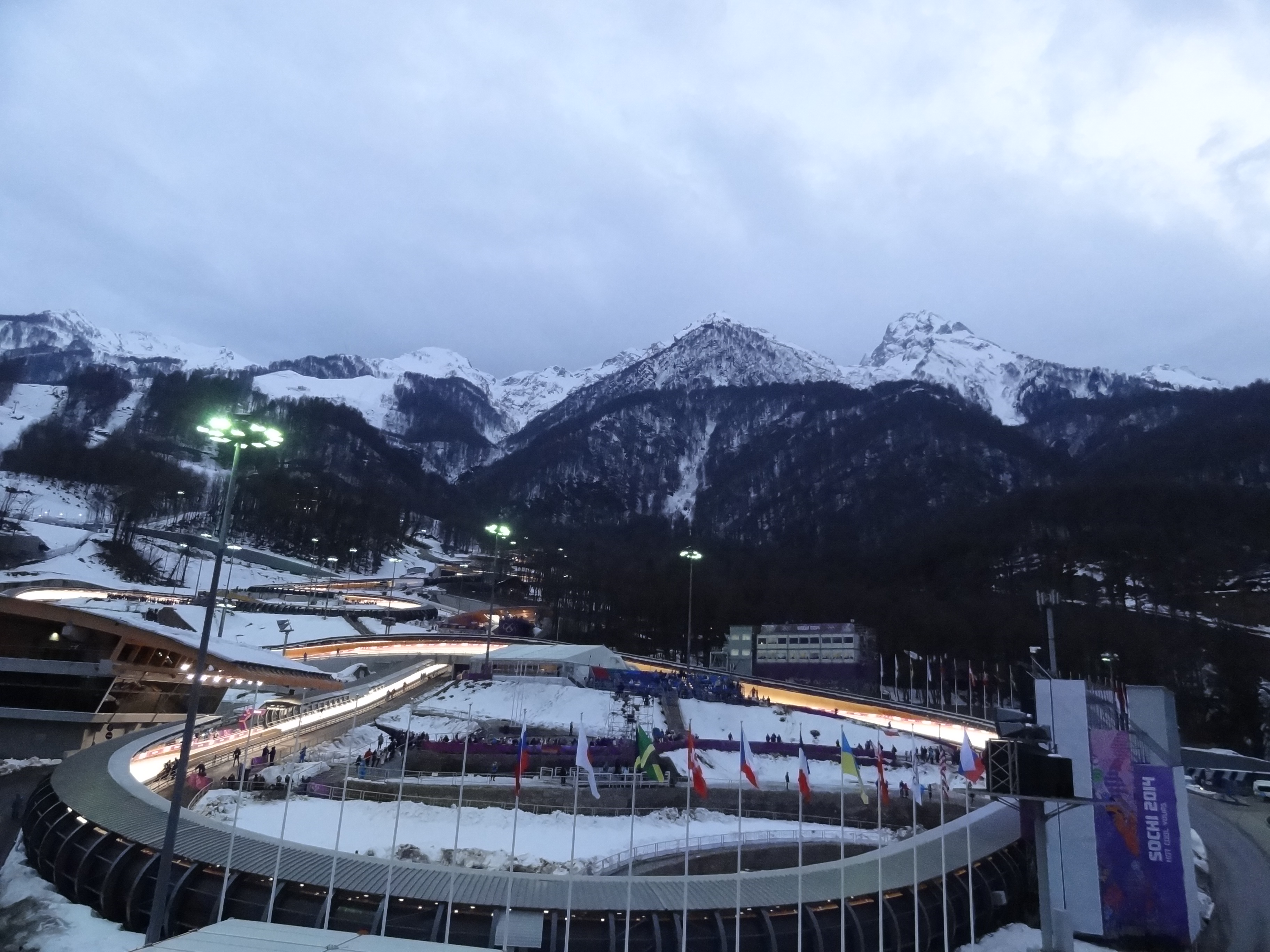
Centro de Deportes de Deslizamiento Sanki

El Centro de Deportes de Deslizamiento Sanki (en ruso, Центр санного спорта Санки, Tsentr sannogo sporta Sanki) es una estación de esquí en Krásnaya Poliana, Sochi (Rusia), sede de las competiciones de bobsleigh, luge y skeleton en los Juegos Olímpicos de 2014.
Está ubicado en la ladera norte de las montañas Aibga, cerca de la localidad de Estosadok, distrito de Adler, 80 km al este de Sochi. 
Consta de un circuito de hielo de unos 840 m de recorrido y con 20 curvas en total, y un estadio con capacidad para 5.000 espectadores.